# Kongres Poláků v České republice

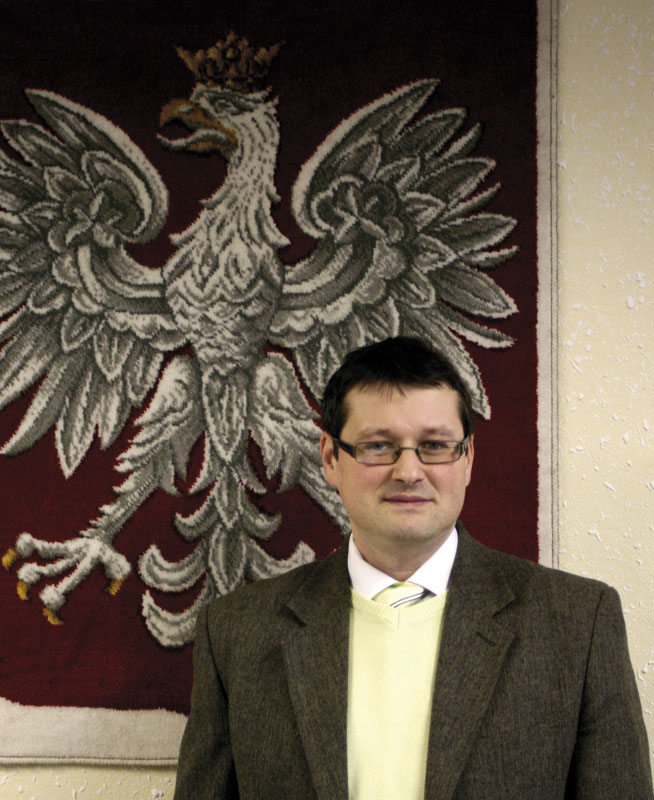
Josef Szymeczek, bývalý předseda Kongresu Poláků v České republice

Kongres Poláků v České republice (polsky Kongres Polaków w Republice Czeskiej) je zastřešující organizací polské národnostní menšiny v Česku. Největší organizací sdruženou v Kongresu je Polský kulturně-osvětový svaz v České republice (PZKO).
Kongres má dva hlavní úkoly. Koordinuje aktivity všech organizací polské národnostní menšiny v Česku a zastupuje tuto menšinu v jednání s českou vládou.
Kongres vznikl 3. února 1990 v Českém Těšíně jako „Rada Poláků“ (polsky Rada Polaków). Přejmenován na Kongres Poláků v České republice byl v roce 1991. Současným[kdy?] předsedou Kongresu je Mariusz Wałach.